# Naya Bāzār
Naya Bāzār är en ort i Indien.   Den ligger i distriktet West District och delstaten Sikkim, i den nordöstra delen av landet, 1 100 km öster om huvudstaden New Delhi. Naya Bāzār ligger 927 meter över havet och antalet invånare är 1 035.
Terrängen runt Naya Bāzār är bergig. Runt Naya Bāzār är det tätbefolkat, med 319 invånare per kvadratkilometer. Närmaste större samhälle är Darjeeling, 11,1 km söder om Naya Bāzār. I omgivningarna runt Naya Bāzār växer i huvudsak blandskog.